# Bear City
BearCity es una película de comedia dramática estadounidense de temática gay de 2010 dirigida por Doug Langway y escrita por Langway y Lawrence Ferber. Está protagonizada por Joe Conti como un joven gay en la categoría de twink que fantasea con hombres más grandes y peludos conocidos como osos, y su búsqueda por encontrar al hombre perfecto.  
La secuela BearCity 2: The Proposal se lanzó en el otoño de 2012. BearCity 3 fue financiado por una campaña de crowdfunding de Indiegogo,  y tuvo un lanzamiento limitado en varios festivales y lugares LGBT en 2016, y recibió un lanzamiento completo en formato digital y en medios domésticos en 2017. 
Una novelización de la película, también escrita por Lawrence Ferber, fue publicada por el sello Bear Bones de Lethe Press en 2013.

## Trama
Tyler, un aspirante a actor de poco más de veinte años, acaba de mudarse a la ciudad de Nueva York en un intento de impulsar su carrera. Joven y esbelto, encaja en la categoría de "jovencitos", pero se siente atraído por los "osos", hombres peludos y corpulentos. Tyler se da cuenta de que sus expectativas de escapadas sexuales están muy por debajo de lo que le hubiera gustado, y al mismo tiempo se enamora de Roger, el musculoso amigo de sus compañeros de cuarto Fred y Brent. Mientras tanto, Roger teme que lo juzguen por estar con alguien ajeno a la comunidad y duda en presentarle a Tyler a sus amigos.

## Elenco
- Joe Conti como Tyler
- Stephen Guarino como Brent
- Brian Keane como Fred
- Gregory Gunter como Michael
- Sebastián La Causa como Fernando
- Alex Di Dio como Simón
- James Martínez como Carlos
- Gerald McCullouch como Roger
- Ashlie Atkinson como Amy